# Siergiej Łukjanienko

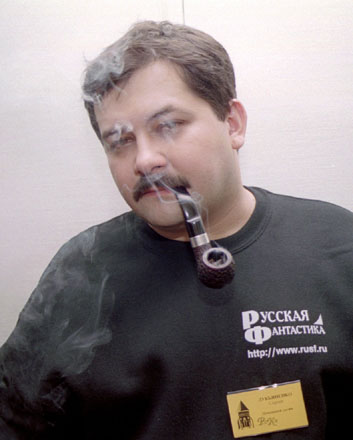
Łukjanienko (2001)

Siergiej Wasiljewicz Łukjanienko (ros. Сергей Васильевич Лукьяненко, nazwisko czasem transkrybowane jako Łukianienko; ur. 11 kwietnia 1968 w Karatau) – rosyjskojęzyczny pisarz fantasy i science-fiction oraz krytyk fantastyki, z zawodu psychiatra.

## Dzieła
Na język polski zostały przetłumaczone następujące pozycje z dorobku autora:

### Cykle

#### Linia marzeń(Линия грёз)
- Linia marzeń (Линия грёз); Amber 2001 (ISBN 83-241-1460-2)
- Imperatorzy iluzji (Императоры иллюзий); Amber 2002 (ISBN 83-241-1461-0)
- Cienie snów (Те́ни снов); nowela, opublikowana w zbiorze opowiadań Atomowy sen

#### Głębia(Лабиринт отражений)
- Labirynt odbić (Лабиринт отражений); Amber 2002 (ISBN 83-241-0033-4); MAG 2009 (ISBN 978-83-7480-131-7)
- Fałszywe lustra (Фальшивые зеркала); Amber 2002 (ISBN 83-241-0153-5); MAG 2009 (ISBN 978-83-7480-144-7)
- Przezroczyste witraże (Прозрачные Витражи); nowela, opublikowana w zbiorze opowiadań Atomowy sen

#### CyklPatrole(Ночной дозор)
- Nocny patrol (Ночной дозор); Książka i Wiedza 2003 (ISBN 83-05-13271-4) 2006 (ISBN 83-05-13423-7), MAG 2008 (ISBN 978-83-7480-061-7)
- Dzienny patrol (Дневной дозор), wraz z Władimirem Wasiljewem; Książka i Wiedza 2003 (ISBN 83-05-13323-0), 2006 (ISBN 83-05-13427-X) MAG 2008 (ISBN 978-83-7480-100-3); kontynuowane później w Obliczu czarnej Palmiry Wasiljewa
- Patrol zmroku (Сумеречный дозор) MAG 2007 (ISBN 978-83-7480-047-1)
- Ostatni patrol (Последний дозор) MAG 2007 (ISBN 978-83-7480-063-1)
- Nowy patrol (Новый дозор) MAG 2014 (ISBN 978-837480-465-3)
- Szósty Patrol (Шестой Дозор) MAG 2015 (ISBN 978-83-7480-547-6 i ISBN 978-83-7480-552-0)

#### Poszukiwacze nieba (Искатели неба)
- Zimne brzegi (Холодные берега); Książka i Wiedza 2003 (ISBN 83-05-13277-3)
- Nastaje świt (Близится утро); Książka i Wiedza 2003 (ISBN 83-05-13318-4)

#### Zimne błyskotki gwiazd(Звёзды – холодные игрушки)
- Zimne błyskotki gwiazd (Звёзды – холодные игрушки); Amber 2003 (ISBN 83-241-1917-5)
- Gwiezdny cień (Звёздная тень); Amber 2003 (ISBN 83-241-2229-X)

#### Genom(Геном)[1]
- Tańce na śniegu (Танцы на снегу); Książka i Wiedza 2004 (ISBN 83-05-13340-0)
- Genom (Геном); Amber 2005 (ISBN 83-241-2251-6)

#### Lord z planety Ziemia(Лорд с планеты Земля)
W Polsce ten cykl został wydany jako jedna książka, nakładem wydawnictwa Amber w 2003 (ISBN 83-241-1165-4) i 2006 (ISBN 83-241-2470-5) roku. Na trylogię składają się:
- Warto umrzeć za księżniczkę (Принцесса стоит смерти)
- Planeta, której nie ma  (Планета, которой нет)
- Szklane morze (Стеклянное море)

#### Kirył(Работа над ошибками)
- Brudnopis (Черновик); MAG 2008 (ISBN 978-83-7480-076-1)
- Czystopis (Чистовик); MAG 2008 (ISBN 978-83-7480-107-2)

### Powieści
- Jesienne wizyty (Осенние визиты); Książka i Wiedza 2003 (ISBN 83-05-13253-6)
- Spektrum (każdy myśliwy pragnie wiedzieć) (Спектр (Каждый охотник желает знать)); Książka i Wiedza 2005 (ISBN 83-05-13414-8)

### Zbiory opowiadań
- Atomowy sen (Атомный Сон); Amber 2005 (ISBN 83-241-2058-0)
  - Cienie snów
  - Przezroczyste witraże
  - Atomowy sen

### Opowiadania
- Sługa (Слуга); „Nowa Fantastyka” 11/1999
- Mój tata jest antybiotykiem (Мой папа – антибиотик); „Nowa Fantastyka” 9/2000
- Pociąg do Ciepłego Kraju (Поезд в Теплый Край); „Nowa Fantastyka” 4/2001
- Negocjatorzy (Переговорщики); „Science Fiction” 19/2002
- Krzątanina w czasie (Временная суета); w antologii Światy braci Strugackich: Czas uczniów, Rebis 2001
- Atomowy sen (Атомный сон); w zbiorze Atomowy sen
- Cienie snów (Тени снов); w zbiorze Atomowy sen
- Przezroczyste witraże (Прозрачные витражи); w zbiorze Atomowy sen

## Ekranizacje
W 2004 roku na podstawie książki Nocny patrol nakręcono film Straż nocna (Ночной дозор, Nocznoj dozor), który w Rosji uzyskał miano filmu wszech czasów – w rosyjskim box-offisie pobił wszystkie hollywoodzkie superprodukcje, m.in. Matriksa, Władcę Pierścieni i Harry’ego Pottera, zarabiając ponad szesnaście milionów dolarów (jego produkcja kosztowała cztery miliony dolarów). W 2006 roku powstała kontynuacja filmu, Straż dzienna (Дневной дозор, Dniewnoj dozor).

## Poglądy i życie prywatne
Jego ojciec był w połowie Rosjaninem, w połowie Ukraińcem, a matka Tatarką.
W 2014 zabronił tłumaczenia swoich książek na język ukraiński i powiedział: „Nie ma takiego kraju jak Ukraina”. Obecnie mieszka w Moskwie. Jest żonaty.